# Mordellistena antennaria
Mordellistena antennaria es una especie de coleóptero de la familia Mordellidae.

## Distribución geográfica
Habita en Senegal.